# ФК Газсер
ФК Газсер (мађ. Gázszer Futball Club), је мађарски фудбалски клуб из Гардоња. Клуб је основан 1994. године а угашен 2000.а.Боје клуба су 
црна и плава. 

## Историја клуба
ФК Газсер је дебитовао у мађарској првој лиги 1997/98., и сезону је завршио на осмом месту.

## Успеси клуба
- НБ 1:
  - Осмо место (1): 1997/98
  - Једанаесто место (1): 1998/99
  - Пето место (1): 1999/00
- НБ 2:
  - Шампион (1): 1996/97
- НБ 3:
  - Шампион (1): 1995/96
- Покрајинска лига:
  - Шампион (1): Покрајинска (Фејер) лига Мађарске у фудбалу 1994/95.